# Blighia sapida

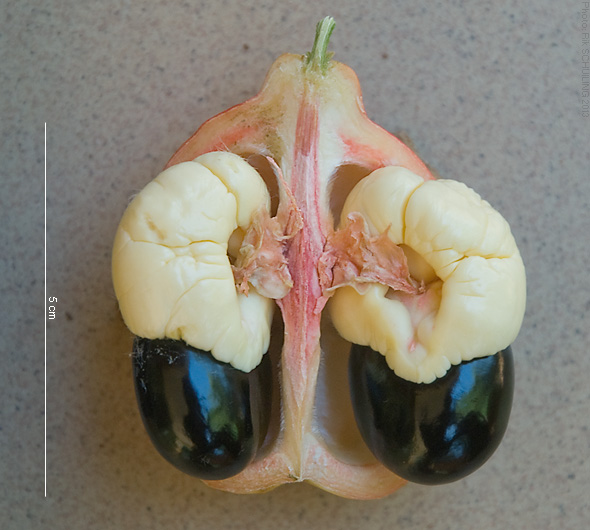
Akí, corte transversal

El akí (Blighia sapida) es un árbol perenne de la familia de las sapindáceas, apreciado por su fruto comestible. El fruto debe ser comido completamente abierto (maduro), ya que estando inmaduro puede provocar una intoxicación conocida como «vómito de Jamaica». Es nativo de regiones tropicales del oeste de África (Camerún, Gabón, Santo Tomás y Príncipe, Benín, Burkina Faso, Costa de Marfil, Ghana, Guinea, Guinea-Bissau, Malí, Nigeria, Senegal, Sierra Leona y Togo) e introducido en América. La madera del árbol es usada en la construcción de mobiliario o leña.

## Terminología
El nombre de «akí» proviene de la lengua inglesa akee o ackee, misma pronunciación y significado. Según el Dictionary of Caribbean English Usage, publicado por la Universidad de Oxford, ackee a su vez es un africanismo aunque no se sabe con precisión su origen. Posiblemente sea del idioma akán, aŋkye o del idioma kuwaa, a-kee. Otros nombres comunes son:
- Árbol de seso, palo de seso (en Cuba);
- Huevo vegetal, fruto de huevo (Guatemala, Panamá);
- Árbol del huevo, pera roja (México);
- Merey del diablo (Venezuela);
- Bienmesabe o pan y quesito (Colombia);
- Akí (Costa Rica).

En Brasil es conocido como castanheiro de África. En Haití y el Caribe francés, arbre fricassá o arbre fricasser; en Martinica como yeux de crabe o ris de veau. En Costa de Marfil, kaka o finzan; en el Sudán, finza. En otros lugares de África en general se conoce como akye, akyen o ishin, aunque tiene muchos otros nombres dialectales. En el comercio de la madera, la madera se comercializa como achin. Cabe señalar que en Barbados, akee pueden hacer referencia al mamoncillo.

## Descripción
Es un árbol perenne que alcanza los 10 m de altura, con tronco corto y densa corona. Las hojas son pinnadas.

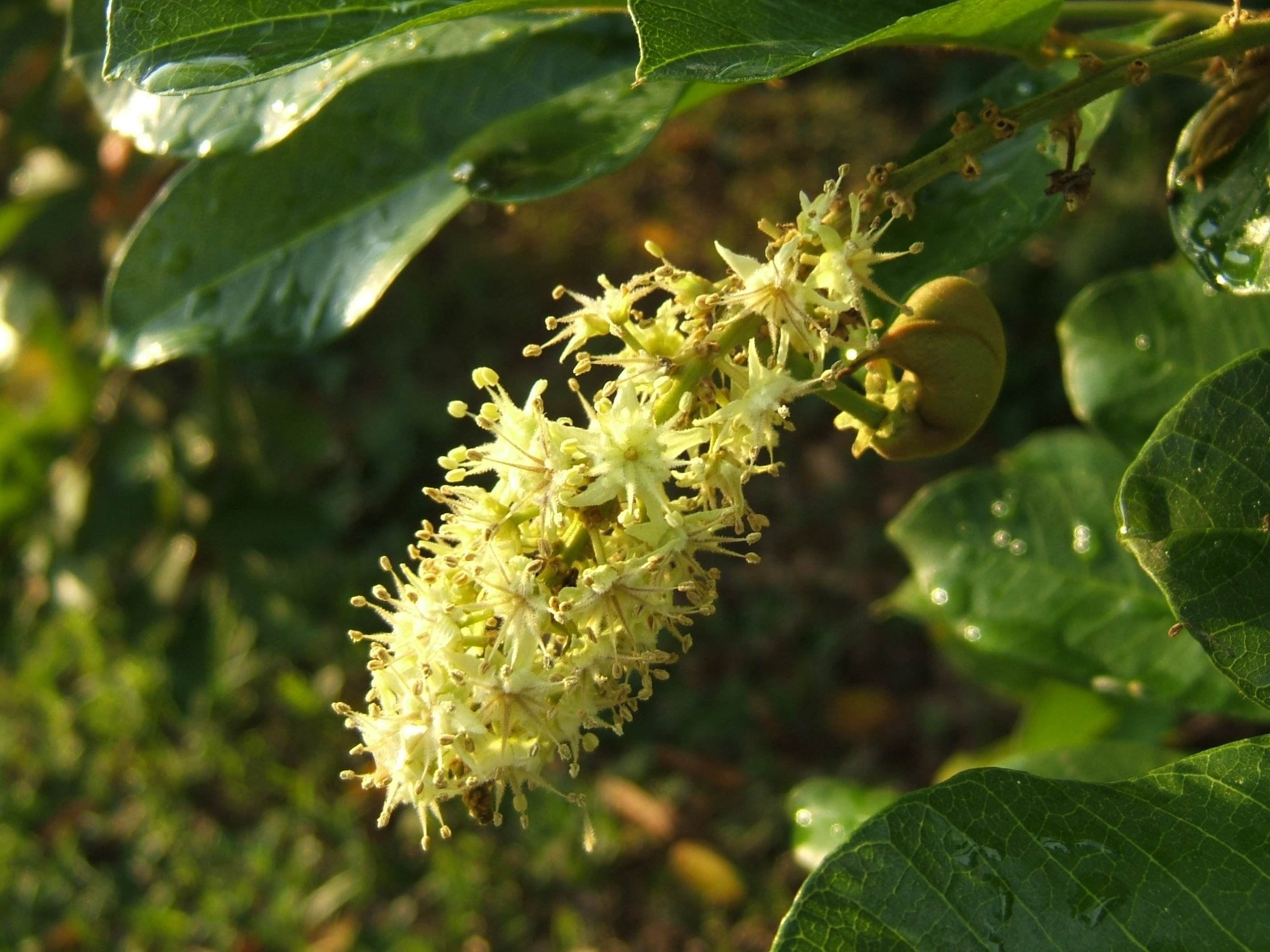
Flores

Las flores, que aparecen durante los meses cálidos, son unisexuales y fragantes, con cinco pétalos de color verde claro. La fruta tiene forma de pera. Su color cambia de verde a rojo brillante o amarillo naranja según madura. En su interior contiene tres grandes semillas. La fruta pesa de 100-200 g.
Fue introducida en los trópicos donde se adapta bien y tiene un consumo considerable a pesar de las características de su fruta.
Normalmente se planta por simientes pero también puede ser por trasplante, en este caso comienza su producción a los 4 años.
El fruto, que realmente una falsa fruta, está compuesta por una cobertura carnosa llamada arilo. La fruta inmadura o verde es tóxica, solo puede ser consumida cuando está cocida o madura (esto es cuando se abre la fruta).

## Características

Hipoglicina A

El seso vegetal es la fruta nacional de Jamaica; crece en racimos en árboles siempre verdes. La hipoglicina A (la sustancia tóxica causativa en el seso vegetal) se encuentra en el arilo, las semillas y las cáscaras de la fruta del seso vegetal, durante diferentes etapas de su maduración.
La ingestión del seso vegetal inmaduro con propósitos medicinales o nutricionales puede dar lugar a un envenenamiento agudo llamado "enfermedad de vómito jamaiquino" o síndrome hipoglucémico tóxico. Entre los efectos adversos están la pérdida del tono muscular, vómito, convulsiones, coma y la muerte. Esta última se ha presentado luego de envenenamiento no intencional con seso vegetal, y la mayoría de las muertes ha ocurrido en niños pequeños con edades entre 2 y 6 años. Solamente cuando la fruta se madura y se abre naturalmente en el árbol puede comerse. Sin embargo, la membrana de la base se debe quitar.

## Usos
Diferentes partes del árbol de seso vegetal se han empleado medicinalmente para expulsar parásitos y para tratar la disentería (diarrea severa), la conjuntivitis oftálmica (inflamación de los ojos) y dolores de cabeza. Se necesita más investigación para hacer una recomendación de los beneficios terapéuticos del seso vegetal.
Debido a su toxicidad, la importación de esta fruta a los Estados Unidos está prohibida por la Administración de Drogas y Alimentos de los Estados Unidos (FDA).

## Taxonomía
Blighia sapida fue descrita por Charles Konig y publicado en Annals of Botany 2: 571–574, t. 16–17, en el año 1806.
Etimología
El nombre científico honra al Capitán William Bligh, del HMAV Bounty de quien se dice introdujo la fruta del oeste de África al Caribe y especialmente a Jamaica en 1793. Contrariamenta a la creencia popular, fue en efecto el Dr. Thomas Clark quien primero importó la fruta a Jamaica en 1778. Desde entonces se utiliza en las cocinas caribeñas y cultivado en zonas tropicales y subtropicales de todo el mundo.
Sinonimia
- Akea solitaria Stokes
- Akeesia africana Tussac
- Cupania akeesia Cambess. ex Spach
- Cupania sapida (K.D.Koenig) Oken
- Sapindus obovatus Wight & Arn.[11]